# هامرفست
هامرفست (به نروژی: Hammerfest) یک شهرستان در کشور نروژ است که در فینمارک واقع شده‌است.

## خصوصیات
هامرفست ۸۴۸٫۹۸ کیلومترمربع مساحت و ۱۰٬۲۸۷ نفر جمعیت دارد.

## خواهرخوانده
شهرهای ترلبورگ و Haparanda Municipality خواهرخوانده‌های هامرفست هستند.